# 千面大盗
《千面大盗》（英語：Gun Brothers）是1968年上映的一部香港電影，由吴家骧、程刚执导、程刚编剧，凌云等領銜主演的一部电影。该电影主要讲述一个日军的保安队长与怪盗的故事。

## 劇情簡介
抗日战争时期，一位日军的保安队长在调查一起盗窃案。而通过他的调查，一个人引起了他的注意。
然而最后，这位保安队长却发现，这个人的真实身份实际上是一对儿双胞胎兄弟……

## 演员
- 凌云
- 焦姣
- 田丰
- 赵雄
- 金天柱
- 刘准
- 胡同
- 张佩山
- 郝履仁
- 沈依
- 黄莎莉
- 井淼
- 谷峰
- 沈劳
- 方盈
- 房勉
- 顾文宗

## 備註
1. ↑  张骏祥, 程季华. . 1995年.
2. ↑  邱良. . 1995年.
3. ↑  . 1993年.
4. ↑  . 2003年.
5. ↑  王美齡. . 2008年.

## 相關連結
- 互联网电影数据库（IMDb）上《千面大盗》的资料（英文）
- 豆瓣电影上《千面大盗》的資料 （简体中文）
- 香港影庫上《千面大盗》的資料（繁體中文）
- mydramalist链接